# Собака на сене (фильм, 1977)
«Соба́ка на се́не» — советский двухсерийный цветной музыкальный художественный телефильм, снятый по заказу Гостелерадио СССР на киностудии «Ленфильм» в 1977 году режиссёром Яном Фридом по одноимённой комедии Лопе де Веги (перевод Михаила Лозинского). Премьера в СССР состоялась 1 января 1978 года.

## Сюжет
Теодоро, секретарь графини Дианы де Бельфлор, ухаживает за Марселой, горничной графини. Наблюдая за развитием их романа, госпожа неожиданно чувствует, как в ней просыпается ревность. Но условности и бремя предрассудков имеют сильную власть над независимой и своевольной Дианой. Она, подтрунивающая над своими знатными женихами, не может снизойти до того, чтобы признаться в любви безродному слуге.
У Теодоро нет выбора — ему нужно уехать искать счастье в других краях и покинуть дом Дианы, хотя души влюблённых принадлежат друг другу. Тогда на помощь приходит его слуга Тристан — лукавый и остроумный пройдоха. И Теодоро вдруг оказывается знатным вельможей и дворянином, не уступающим Диане по древности рода и богатству.

## В ролях
- Маргарита Терехова — Диана де Бельфлор, графиня (вокал — Елена Дриацкая)
- Михаил Боярский — Теодоро, секретарь Дианы
- Игорь Дмитриев — граф Федерико, ухажёр Дианы (вокал — Михаил Боярский[1])
- Николай Караченцов — маркиз Рикардо, ухажёр Дианы
- Эрнст Романов — граф Лудовико, «отец» Теодоро
- Елена Проклова — Марсела, горничная Дианы (вокал — Елена Дриацкая)
- Армен Джигарханян — Тристан, слуга Теодоро (озвучивание — Игорь Ефимов, вокал — сам Джигарханян; куплеты собутыльников исполнил Михаил Боярский)
- Виктор Ильичёв — Фабьо, слуга Дианы
- Зинаида Шарко — Анарда, конфидентка Дианы
- Гелена Ивлиева — Доротея, служанка Дианы
- Фёдор Никитин — Отавьо, мажордом Дианы (озвучивание — Александр Демьяненко)
- Константин Иванов-Зорин — Камило, слуга графа Лудовико
- Алексей Кожевников — Леонидо, слуга графа Федерико
- Василий Леонов — Сельо, слуга маркиза Рикардо

## Съёмочная группа
- Автор сценария и режиссёр-постановщик — Ян Фрид
- Главный оператор — Евгений Шапиро
- Композитор — Геннадий Гладков
- Главный художник — Семён Малкин
- Художник по костюмам — Татьяна Острогорская
- Режиссёры — Владимир Перов, Эрнест Ясан
- Балетмейстер — Святослав Кузнецов
- Текст песен — Михаила Донского
- Консультанты — З. Плавскин, К. Куракина, Кирилл Чернозёмов

## Съёмки
- Изначально на роль Теодоро пробовались Олег Янковский, Гирт Яковлев и Олег Даль, а Михаил Боярский должен был играть роль маркиза Рикардо, которую в итоге сыграл Николай Караченцов[1][2].
- На роль Дианы пробовались также Людмила Чурсина и Ирина Мирошниченко, а на роль графа Лудовико — Георгий Вицин.
- В сцене, где Диана бьёт веером Теодоро так, что у того из носа идёт кровь, кровь — настоящая. Терехова ударила Боярского (который сам попросил сделать сцену понатуральнее) с такой силой, что у него действительно пошла кровь.
- Натурные съёмки фильма проводились в Крыму в Ливадийском дворце и его парке[3].
- В фильме «Собака на сене» Николай Караченцов впервые запел с экрана («Венец творенья, дивная Диана…»)[4].
- Камзол незадачливого жениха (Николай Караченцов) появляется на Атосе (Вениамин Смехов) в фильме «Д’Артаньян и три мушкетёра»[5] и на Поручике (Олег Видов) в фильме «Благочестивая Марта».
- Джигарханян записал пару песен для фильма (третью за его персонажа исполнил Михаил Боярский), но не озвучивал свою роль. Говорил за него актёр Игорь Ефимов, так как Джигарханян в это время одновременно снимался ещё в нескольких фильмах[6][7]. Поэтому в некоторых эпизодах его подменяет дублёр.
- В роли Тристана должен был сниматься Леонид Каневский, но худсовет не утвердил его кандидатуру, поскольку он снимался в роли майора Томина[8].
- На роль Фабьо пробовался Гелий Сысоев, а на роль Марселы — Зинаида Матросова, Ирина Акулова и Елена Грошенина.
- Роль Камило, слуги графа Лудовико, должен был исполнять Евгений Моргунов[9].